# Verlihub
Verlihub — популярный хаб для файлообменной системы Direct Connect для UNIX-систем, прежде всего Linux и FreeBSD.

## Особенности Verlihub
- Является open-source-проектом и распространяется по лицензии GNU GPL.
- Разрабатывается под Linux, но может работать и на FreeBSD, существуют нестабильные (проявляется уже при 100 пользователях) сборки под Microsoft Windows.
- Работает как демон (англ. daemon), умеет работать из-под непривилегированного пользователя, возможен запуск нескольких экземпляров хаба на одной системе.
- Написан на языке C++.
- Использует MySQL для хранения настроек и других данных.
- Поддерживает механизм подключаемых модулей (плагинов, от англ. plug-in).
- Поддерживает скрипты на языке Lua (с помощью плагина LuaScript). К сожалению Verlihub Script API хаба отличается от API популярного хаба PtokaX, для которого существует множество скриптов. Существует также альфа-версия плагина PerlScript, реализующего поддержку скриптов на языке perl.
- Отличается эффективной работой и невысокой нагрузкой на процессор, память и сеть при большом количестве пользователей. Известны случаи, когда хабы успешно держат по нескольку тысяч пользователей на компьютере с процессором класса Pentium II.